# Herrdubbel i badminton vid olympiska sommarspelen 1992
Herrdubbeln i badminton vid olympiska sommarspelen 1992 i Barcelona vanns av ett par från Sydkorea. 

## Medaljtabell
| Klass          | Guld                                | Silver                               | Brons                             |
| Dubbel, herrar | Sydkorea Kim Moon-soo Park Joo-bong | Indonesien Eddy Hartono Rudy Gunawan | Kina Li Yongbo Tian Bingyi        |
| Dubbel, herrar | Sydkorea Kim Moon-soo Park Joo-bong | Indonesien Eddy Hartono Rudy Gunawan | Malaysia Razif Sidek Jalani Sidek |

## Spelare
30 par från 12 nationer spelade i herrarnas dubbelturnering. 

## Omgång 1
| Första rundan                                  | Första rundan        | Första rundan                                 |
| Vinnare                                        | Poäng                | Förlorare                                     |
| ---------------------------------------------- | -------------------- | --------------------------------------------- |
| Kim Moon-soo & Park Joo-bong (KOR)             | ()                   | Bye                                           |
| Chen Kang & Chen Hongyong (CHN)                | (15-6, 15-12)        | Mike Bitten & Bryan Blanshard (CAN)           |
| Rexy Mainaky & Ricky Subagja (INA)             | (15-5, 15-11)        | Peter Axelsson & Pär-Gunnar Jönsson (SWE)     |
| Nick Ponting & David Wright (GBR)              | (15-7, 15-9)         | Stefan Frey & Stephan Kuhl (GER)              |
| Razif Sidek & Jalani Sidek (MAS)               | (15-6, 15-3)         | Vimal Kumar & Deepankar Bhattacharya (IND)    |
| Jon Holst-Christensen & Thomas Lund (DEN)      | (15-0, 15-2)         | Dean Galt & Kerrin Harrison (NZL)             |
| Chan Siu Kwong & Ng Pak Kum (HKG)              | (12-15, 15-6, 15-12) | Arni Hallgrimsson & Broddi Kristjansson (ISL) |
| Shuji Matsuno & Shinji Matsuura (JPN)          | (15-4, 15-2)         | Anton Kriel & Nico Meerholz (RSA)             |
| Jan Paulsen & Henrik Svarrer (DEN)             | (15-1, 15-5)         | Hamid Khan & Koh Leng Kang (SIN)              |
| David Humble & Anil Kaul (CAN)                 | (15-11, 15-11)       | Hannes Fuchs & Juergen Koch (AUT)             |
| Siripong Siripul & Pramote Teerawiwatana (THA) | (18-15, 15-5)        | Jan Erik Antonsson & Stellan Österberg (SWE)  |
| Li Yongbo & Tian Bingyi (CHN)                  | (11-15, 18-15, 15-4) | Soo Beng Kiang & Cheah Soon Kit (MAS)         |
| Andy Goode & Chris Hunt (GBR)                  | (15-10, 9-15, 15-12) | Fumihiko Machida & Koji Miya (JPN)            |
| Lee S. & Shon Jin-hwan (KOR)                   | (15-0, 15-1)         | Yassen Borissov & Ivan Ivanov (BUL)           |
| Benny Lee & Thomas Reidy (USA)                 | (15-1, 15-10)        | Ricardo Fernandes & Fernando Silva (POR)      |
| Eddy Hartono & Rudy Gunawani (INA)             | ()                   | Bye                                           |

## Åttondelsfinaler
| Åttondelsfinaler                      | Åttondelsfinaler    | Åttondelsfinaler                               |
| Vinnare                               | Poäng               | Förlorare                                      |
| ------------------------------------- | ------------------- | ---------------------------------------------- |
| Kim Moon-soo & Park Joo-bong (KOR)    | (11-15, 15-5, 15-9) | Chen Kang & Chen Hongyong (CHN)                |
| Rexy Mainaky & Ricky Subagja (INA)    | (15-3, 15-9)        | Nick Ponting & David Wright (GBR)              |
| Razif Sidek & Jalani Sidek (MAS)      | (15-12, 15-6)       | Jon Holst-Christensen & Thomas Lund (DEN)      |
| Shuji Matsuno & Shinji Matsuura (JPN) | (18-16, 15-6)       | Chan Siu Kwong & Ng Pak Kum (HKG)              |
| Jan Paulsen & Henrik Svarrer (DEN)    | (15-5, 15-4)        | David Humble & Anil Kaul (CAN)                 |
| Li Yongbo & Tian Bingyi (CHN)         | (9-15, 15-8, 15-8)  | Siripong Siripul & Pramote Teerawiwatana (THA) |
| Lee S. & Shon Jin-hwan (KOR)          | (15-2, 7-15, 15-4)  | Andy Goode & Chris Hunt (GBR)                  |
| Eddy Hartono & Rudy Gunawan (INA)     | (15-3, 15-6)        | Benny Lee & Thomas Reidy (USA)                 |

## Kvartsfinaler
| Kvartsfinaler                      | Kvartsfinaler         | Kvartsfinaler                         |
| Vinnare                            | Poäng                 | Förlorare                             |
| ---------------------------------- | --------------------- | ------------------------------------- |
| Kim Moon-soo & Park Joo-bong (KOR) | (15-7, 15-4)          | Rexy Mainaky & Ricky Subagja (INA)    |
| Razif Sidek & Jalani Sidek (MAS)   | (15-5, 15-4)          | Shuji Matsuno & Shinji Matsuura (JPN) |
| Li Yongbo & Tian Bingyi (CHN)      | (15-11, 12-15, 17-14) | Jan Paulsen & Henrik Svarrer (DEN)    |
| Eddy Hartono & Rudy Gunawan (INA)  | (15-4, 18-15)         | Lee S. & Shon Jin-hwan (KOR)          |

## Semifinaler
| Semifinaler                        | Semifinaler    | Semifinaler                      |
| Vinnare                            | Poäng          | Förlorare                        |
| ---------------------------------- | -------------- | -------------------------------- |
| Kim Moon-soo & Park Joo-bong (KOR) | (15-11, 15-13) | Razif Sidek & Jalani Sidek (MAS) |
| Eddy Hartono & Rudy Gunawan (INA)  | (15-9, 15-8)   | Li Yongbo & Tian Bingyi (CHN)    |

## Final
| Final                              | Final         | Final                             |
| Vinnare                            | Poäng         | Förlorare                         |
| ---------------------------------- | ------------- | --------------------------------- |
| Kim Moon-soo & Park Joo-bong (KOR) | (15-11, 15-7) | Eddy Hartono & Rudy Gunawan (INA) |